# Aperture (revista)
Aperture és una revista fotogràfica trimestral i una editorial amb seu a Nova York, i que rep el nom de l'obertura (aperture, en anglès) del diafragma en una càmera fotogràfica. Des de 2009 tant l'editorial com la revista depenen d'Aperture Foundation, una organització sense ànim de lucre dedicada a la fotografia artística.
La revista va ser fundada el 1952 per Minor White, Ansel Adams, Dorothea Lange, Barbara Morgan, Nancy Newhall, Beaumont Newhall, Melton Ferris i Dody Warren. El primer número duia en portada una fotografia de Dorothea Lange i incloïa dos articles, un sobre la captura fotogràfica de Nancy Newhall i un altre sobre la fotografia amb càmeres petites escrit per Minor White. Va sorgir inspirada en la revista Camera Work, fundada per Alfred Stieglitz. La revista tenia influències de l'art abstracte i el simbolisme, i en ella publicaven joves fotògrafs com Brett Weston, Paul Caponigro o Aaron Siskind. També va publicar un monogràfic sobre Diane Arbus un any abans de la seva mort.
White, que també era fotògraf, va editar la revista des del seu primer exemplar el 1952 fins a 1975, un any abans de la seva mort. La primera etapa de la revista va tancar el 1964. Michael E. Hoffman, un amic de confiança i anterior estudiant de White, va continuar amb la seva edició poc després, passant a ser el seu editor i adoptant el format trimestral de la publicació.
L'any 1972 John Szarkowski, conservador del Museu d'Art Modern de Nova York, estava organitzant una retrospectiva de la fotògrafa Diane Arbus un any després de la seva mort, però el catàleg havia estat rebutjat per les principals editorials dels Estats Units i Europa, i la revista Aperture va ajudar a publicar el catàleg de l'artista.
La primavera de 2013 el vaixell insígnia de les revistes de fotografia artística es va rellançar, incorporant-se al món de la fotografia digital amb el número Hello, Photography, obert a nous lectors, i que presentava un format més gran.

## Editorial
El 1965 va començar a funcionar l'editorial, i el primer número es va titular Edward Weston: The Flame of Recognition, i va ser un dels més venuts d'Aperture. L'any 1984 també va publicar The Golden Age of British Photography, 1839–1900, que presentava fotografies restaurades de l'època victoriana. En ocasió del 60è aniversari del naixement de la revista, el 2013 va fer l'especial Aperture Magazine Anthology: The Minor White Years, 1952-1976, on s'oferia una compilació dels millors escrits i crítiques de la publicació.